# SGE-301
SGE-301 je agonist NMDA receptora.